# Helmut Bachmaier
Helmut Bachmaier (* 1946 in Stuttgart) ist ein deutscher Literaturwissenschaftler und Hochschullehrer.

## Leben
Bachmaier studierte Germanistik, Philosophie und Geschichte, promovierte über Friedrich Hölderlin und wurde habilitiert mit Arbeiten über die österreichische Klassik und Wiener Moderne.
Er lehrt als Hochschuldozent bzw. außerplanmäßiger Professor für Neuere Deutsche Literatur an der Universität Konstanz (Geisteswissenschaftliche Sektion). Bachmaier hat Werke von bedeutenden Autoren des 18. und 19. Jahrhunderts herausgegeben und kommentiert (u. a. Grillparzer, Stifter). Humorforschung war ein anderer Schwerpunkt seiner Arbeit (u. a. Herausgeber der Werke Karl Valentins). Er hatte verschiedene Gastprofessuren inne und war Gutachter nationaler Akademien und internationaler Stiftungen.
Er war wissenschaftlicher Direktor bzw. wissenschaftlicher Berater der Tertianum Gruppe (Schweiz) und war Stiftungsrat (bis 2017) sowie Präsident der Tertianum-Stiftung. Er war Chefredakteur der „Zeitschrift für Generationen“ und einer online-Zeitung. Sein aktuelles Forschungsinteresse gilt Theorien der Subjektivität in Literatur und Philosophie.

## Schriften (Auswahl)

### Monographien und Herausgeber
- Hölderlin. Transzendentale Reflexion der Poesie. Klett-Cotta, Stuttgart 1979 (mit Th. Horst u. P. Reisinger), ISBN 3-12-910260-4.
- Franz Grillparzer. Leben und Werk. Salzburg 1980, ISBN 3-85012-088-0.
- Heinrich von Kleist. Amphitryon. Erläuterungen u. Dokumente. Reclam, Stuttgart 1983, 1995 (Mitarbeit v. Th. Horst), ISBN 3-15-008162-9.
- Franz Grillparzer. Der arme Spielmann. Erläuterungen u. Dokumente. Reclam Stuttgart 1986, ISBN 3-15-008174-2.
- Franz Grillparzer. Werke in sechs Bänden. Bd. 2 (Dramen 1817–1828). Deutscher Klassiker Verlag, Frankfurt a. M. 1986, ISBN 3-618-60620-6.
- Franz Grillparzer. Werke in sechs Bänden. Bd. 3 (Dramen 1828–1851). Deutscher Klassiker Verlag, Frankfurt a. M. 1987, ISBN 3-618-60630-3.
- Poetische Autonomie. Zur Wechselwirkung von Dichtung und Philosophie in der Epoche Goethes und Hölderlins. Klett-Cotta, Stuttgart 1987 (mit Th. Rentsch), ISBN 3-608-91436-6.
- Adalbert Stifter: Der Hagestolz. Hrsg./Nachwort. Reclam, Stuttgart 1989, 2006, ISBN 3-15-004194-5.
- Paradigmen der Moderne. John Benjamins B.V., Amsterdam/Philadelphia 1990, ISBN 90-272-3885-5.
- Kurzer Rede langer Sinn. Texte von und über Karl Valentin. Hrsg. und Beitrag „Kommentare zum Nachlaß“, Piper, München 1990, ISBN 3-492-10907-1.
- Franz Grillparzer. Materialienband. Suhrkamp 1991, ISBN 3-518-38578-X.
- Glanz und Elend der zwei Kulturen. Über die Verträglichkeit der Natur- und Geisteswissenschaften. Universitätsverlag, Konstanz 1991 (mit E. P. Fischer), ISBN 3-87940-381-3.
- Karl Valentin: Kommentierte Werkausgabe in neun Bänden, Piper, München 1991ff. Hrsg. mit M. Faust.
- Adalbert Stifter: Bunte Steine. Hrsg./Nachwort/Anmerkungen. Reclam, Stuttgart 1994 u.ö., ISBN 3-15-004195-3.
- Franz Grillparzer: Das goldene Vließ. Hrsg./Nachwort. Reclam, Stuttgart 1994 u.ö., ISBN 3-15-004392-1.
- Der Streit der Fakultäten. Oder die Idee der Universität. Universitätsverlag, Konstanz 1997 (mit E. P. Fischer), ISBN 3-87940-498-4.
- Texte zur Theorie der Komik. Hrsg./Nachwort „Das Gelächter der Vernunft“. Reclam, Stuttgart 2005 u.ö., ISBN 978-3-15-017656-6.
- Die Zukunft der Altersgesellschaft. Analysen und Visionen. Hrsg., Wallstein, Göttingen 2005, ISBN 3-89244-932-5.
- Am Anfang steht das Alter. Elemente einer neuen Alterskultur. Wallstein Verlag, Göttingen 2006 (mit R. Künzli), ISBN 3-8353-0035-0.
- Der neue Generationenvertrag. Hrsg. u. Beitrag „Generationenbeziehungen in der neueren Literatur“, Wallstein, Göttingen 2005, ISBN 3-89244-984-8.
- Lachen macht stark. Humorstrategien. Hrsg., Wallstein, Göttingen 2007 u. 2012, ISBN 978-3-8353-0112-2.
- Lektionen des Alters. Kulturhistorische Betrachtungen. Monographie. Wallstein, Göttingen 2015, ISBN 978-3-8353-1682-9.
- Erfahrungswissen und Lebensplanung. Spätberufliche Qualifikationen und Aktivitäten. Hrsg., Wallstein, Göttingen 2019, ISBN 978-3-8353-0169-6.
- Zurücktreten aus der Erscheinung. Gedichte über das Alter. Hrsg. u. Nachwort „Alter, Alterswerke, Altersstil“. Wallstein, Göttingen 2021, ISBN 978-3-8353-3937-8.